# Georges Momboye
Georges Momboye (Kouibly, 2 aprile 1968) è un ballerino e coreografo ivoriano residente a Parigi, considerato fra i più rappresentativi esponenti della danza e del balletto contemporanei africani.

## Biografia
La sua opera, ispirata tra l'altro a quella di Alvin Ailey, Brigitte Matenzi, Rick Odums e Gisèle Houri, è caratterizzata dalla contaminazione fra la tradizione africana e la cultura occidentale della danza, in particolare del balletto classico. Ha realizzato numerose coreografie di balletti rappresentati in tutto il mondo e pluripremiati, sia con la propria compagnia (la Georges Momboye Dance Company, fondata nel 1992) che con altri artisti. Fra le sue opere di maggior successo si possono citare la sua reinterpretazione della La sagra della primavera di Igor' Fëdorovič Stravinskij e la coreografia dello spettacolo circense Afrika! Afrika!.